# Apogonia saleijana
Apogonia saleijana är en skalbaggsart som beskrevs av Heller 1897. Apogonia saleijana ingår i släktet Apogonia och familjen Melolonthidae. Inga underarter finns listade i Catalogue of Life.